# 角田幸彦
角田 幸彦（かくた ゆきひこ、1941年 - ）は、日本の哲学者、明治大学名誉教授。

## 来歴
北海道小樽市生まれ。1962年東京教育大学文学部哲学科卒業。同大学院博士課程満期退学。1983－84年西ドイツ・テュービンゲン大学で哲学・西洋古典文献学を学ぶ。1997年マールブルク大学で西洋古典文献学研究。明治大学農学部講師、助教授、教授、1993年「アリストテレスにおける神と理性」で筑波大学文学博士、2007年「キケローにおける哲学と政治 ローマ精神史の中点」で早稲田大学政治学博士。2012年定年退任、名誉教授。

## 著書
- 『歴史哲学としての倫理学』東信堂 1993
- 『アリストテレスにおける神と理性』東信堂 1994
- 『西田幾多郎との対話 宗教と哲学をめぐって』北樹出版 1994
- 『プラトンをめぐって イデア・ことば・人間・宇宙』北樹出版 1995
- 『アリストテレス実体論研究』北樹出版 明治大学人文科学研究叢書 1998
- 『景観哲学をめざして 場所に住む・場所を見る・場所へ旅する 場所を創出する動物としての人間』北樹出版 1999
- 『キケロー』清水書院 Century books 人と思想 2001、新装版2014
- 『景観哲学への歩み 景観・環境・聖なるものの思索』文化書房博文社 2001
- 『キケロー伝の試み キケローとその時代』北樹出版 2006
- 『キケローにおける哲学と政治 ローマ精神史の中点』北樹出版 2006
- 『セネカ』清水書院 Century books 人と思想 2006、新装版2014
- 『ローマ帝政の哲人セネカの世界 哲学・政治・悲劇』文化書房博文社 2007
- 『キケローにおけるヒューマニズムの哲学 ブルクハルトとニーチェともつなげて』文化書房博文社 2008
- 『体系的哲学者 キケローの世界 ローマ哲学の真の創設』文化書房博文社 2008
- 『キケロー裁判弁説の精神史的考察』文化書房博文社 2010
- 『政治哲学へ向けて　政治・歴史・教養（キケローとプラトン、ヴィーコ、ブルクハルト、アーレント、レオ・シュトラウス）』文化書房博文社 2010
- 『哲学者としての歴史家ブルクハルト　プラトン、オウィディウス、ルーベンス、精神史と共に』文化書房博文社 2014

### 編著
- 『精神史としての哲学史』編 東信堂 1989
- 『哲学の射程』飯塚勝久共編著 北樹出版 現代思想選書 1989
- 『21世紀への哲学的挑戦』編著 東信堂 1991